# Hoffmannia amplexifolia
Hoffmannia amplexifolia Standl. är en måreväxt.
Hoffmannia amplexifolia ingår i släktet Hoffmannia och familjen måreväxter. 
Inga underarter finns listade i Catalogue of Life.